# 前达拉滨站
前达拉滨站是位于内蒙古自治区莫力达瓦达斡尔族自治旗达拉滨农场的一个铁路车站，邮政编码162893。车站建于1966年，有富西铁路经过该站，现仅办理货运业务，不办理客运业务，车站及其上下行区间均未电气化。车站距离富裕站244公里，隶属哈尔滨铁路局，是四等站。